# It Had to Be You (1947)
It Had to Be You is een Amerikaanse filmkomedie uit 1947 onder regie van Rudolph Maté. Destijds werd de film in Nederland uitgebracht onder de titel Victoria en haar indiaan.

## Verhaal
De rijke Victoria Stafford is al drie keer verloofd geweest, maar ze heeft zich telkens bedacht voor het altaar. Als ze op het punt staat het jawoord te geven aan haar vierde verloofde, krijgt ze ineens een visioen over de man van haar dromen. Ze ontmoet vervolgens Johnny Blaine, een dubbelganger van haar denkbeeldige geliefde. Johnny is een New Yorkse brandweerman en Victoria's vriendje uit haar jeugd. Ze is stapel op hem, maar de gevoelens zijn niet wederzijds. Bovendien vormt ook hun verschillende afkomst een struikelblok.

## Rolverdeling
| Acteur          | Personage                       |
| --------------- | ------------------------------- |
| Ginger Rogers   | Victoria Stafford               |
| Cornel Wilde    | George McKesson / Johnny Blaine |
| Percy Waram     | Horace Stafford                 |
| Spring Byington | Martha Stafford                 |
| Ron Randell     | Oliver H.P. Harrington          |
| Thurston Hall   | Ned Harrington                  |
| Charles Evans   | Dr. Parkinson                   |
| Billy Bevan     | Evans                           |
| Frank Orth      | Conducteur Brown                |